# Královský palác v Oslu
Královský palác v norském hlavním městě Oslu (norsky Slottet) je historickou i současnou oficiální rezidencí norské královské rodiny. Byl postaven v 1. polovině 19. století jako norská rezidence švédsko-norského krále Karla XIV.
Palác navrhl v Dánsku narozený architekt Hans Ditlev Franciscus Linstow (1787–1851) na základě rozhodnutí norského parlamentu z roku 1821. Základní kámen položil norský král v roce 1825 a stavba byla dokončena roku 1849.
Všichni vládci spojených království Švédska a Norska sídlili po většinu času ve Stockholmu a palác v Oslu využívali jen občasně. Prvním trvalým obyvatelem paláce se tak stal až v roce 1905 první vládce samostatného Norska Haakon VII. Za vlády Olava V. (1957–1991) nebyl palác udržován a chátral. Masivní a drahá renovace iniciovaná jeho následníkem a současným norským králem Haraldem V. vyvolala v Norsku kritiku veřejnosti, avšak výrazným způsobem zlepšila stav paláce. Od roku 2002 je palác přístupný veřejnosti v rámci turistických prohlídek.